# Cornelius Loos
Cornelius Loos (1546 - 3 février 1595), également connu sous le nom de Cornelius Losaeus Callidius, est un prêtre catholique, théologien et professeur de théologie. Il fut le premier clerc catholique à publier des positions opposées aux procès et aux exécutions de sorcières pratiqués dans toute l'Europe dans les années 1580 et 1590. Il fut emprisonné en raison de cette prise de position et forcé de se rétracter. On croyait son manuscrit détruit par l’Église catholique, mais il a été redécouvert 300 ans plus tard (en 1886) dans la bibliothèque jésuite de Trèves par l'historien américain George Lincoln Burr .

## Biographie
Cornelius Loos est né en 1546 à Gouda. Il appartenait à une famille de patriciens et avait étudié la philosophie et la théologie à l'université que l’on appelle aujourd'hui l’Université catholique de Louvain. En 1574, pendant la révolte des Pays-Bas, Gouda est prise par les rebelles protestants et Loos et sa famille préfèrent s'exiler. Il est ordonné prêtre, puis obtient un doctorat en théologie en 1578 à l'Université de Mayence, où il devint professeur de théologie et milite énergiquement contre le protestantisme.
Dans les années 1580, Loos publia un certain nombre d'ouvrages : un livre de prières, des écrits théologiques polémiques contre le protestantisme, un ouvrage politique sur la rébellion néerlandaise, une recension des auteurs catholiques allemands et un grammaire latine de poche.
En 1585, il s'installe à Trèves, où il observe plusieurs procès en sorcellerie. Il écrit alors des lettres aux autorités de la ville pour protester contre la chasse au sorcières et remettre en question certaines des croyances sous-jacentes. Ces lettres étant restées sans réponse, il tente, en 1592, de publier un livre intitulé De vera et falsa Magia (De la vraie et de la fausse magie) . Ce faisant, il offense Petrus Binsfeld, l'évêque suffragant de Trèves et adjoint Johann VI von Schonenberg, l'un des plus hauts fonctionnaires du Saint Empire romain germanique .
Avant que le livre puisse être imprimé, le manuscrit est saisi et Loos est jeté en prison. Le 25 mars 1593, à Bruxelles, il fut contraint de se rétracter publiquement, à genoux devant une assemblée d'officiels de l'église, dont le nonce apostolique. L'opinion générale était que manuscrit avait été détruit par l'Inquisition et était donc à jamais perdu.
Après sa rétractation, Loos fait l'objet d'une surveillance constante de la part des responsables religieux. Il sera brièvement emprisonné plusieurs fois, accusé de retomber dans l'erreur théologique. Cette persécution continue a été le fait de son ennemi personnel, un jésuite nommé Martin Del Rio. Loos est mort à Bruxelles le 3 février 1595, succombant à la peste ; Del Rio a alors déploré que Loos soit mort avant que lui-même puisse le faire exécuter !

## La découverte du manuscritDe vera et falsa magia
En 1886, l'historien américain George Lincoln Burr découvre le manuscrit De vera et falsa magia dans la bibliothèque des jésuites de Trèves (vestige de l'université dissoute en 1798). Bien que la page de titre fût manquante et qu'aucun auteur ne fût répertorié, Burr put authentifier le document en en rapprochant le texte avec les points cités dans rétractation de Loos devant l'Inquisition. Une copie du manauscrit se trouve dans la collection de manuscrits rares de l'Université Cornell dont provenait Burr tandis que l'original est conservé à la bibliothèque municipale de Trèves.
Dans le manuscrit, Loos s'oppose à l'existence de la sorcellerie et à la validité des aveux obtenus sous la torture. (Il prenait ainsi l'exact contrepied de ce que Binsfeld avait publié en 1589 dans son propre livre sur la sorcellerie !) Dans son travail, Loos aurait été influencé par les arguments de Johann Weyer, un médecin néerlandais protestant, qui avait publiée en 1563 un livre attaquant la persécution des sorciers - tout en rangeant les démons magiques en différentes catégories.

## Postérité
Bien que, comme indiqué ci-dessus, Loos n'ait pas été le premier à écrire contre la persécution des prétendues sorcières, il a été le premier prêtre et théologien catholique à le faire et le premier à s'interroger sur la validité des aveux obtenus sous la torture. Bien que son travail ait été perdu pendant 300 ans, son adversaire Martin Del Rio avait assuré sa renommée en publiant un livre le dénonçant où il reprend chacun de ses arguments dans la rétractation qu'il avait imposée à Loos.